# Station Boksycka
Station Boksycka is een spoorwegstation in de Poolse plaats Boksycka.